# Budki Piaseckie
Budki Piaseckie [ˈbutki pjaˈsɛt͡skʲɛ] est un village polonais de la gmina de Teresin dans le powiat de Sochaczew et dans la voïvodie de Mazovie.